# Mungo Jerry
Mungo Jerry je anglická rocková skupina založená na začátku 70. let 20. století. Sestava se poměrně často měnila a jediný, kdo v kapele je pořád, je Ray Dorset. Jejich první a největší hit byla píseň In the Summertime z roku 1970.

## Diskografie

### Alba
- Mungo Jerry - 1970 (No. 14, UK)
- Electronically Tested - 1971 (No. 13, UK)
- You Don't Have To Be In The Army - 1971
- Boot Power - 1972
- Long Legged Woman Dressed In Black - 1974
- Impala Saga - 1975
- Ray Dorset & Mungo Jerry - 1977
- Lovin´ In The Alleys And Fightin' In The Streets - 1977
- Together Again - 1981
- Boogie Up - 1982
- Katmandu - A Case for the Blues - 1984 (Mungo Jerry/Peter Green/Vincent Crane)
- All The Hits Plus More - 1987 (kompilace)
- Snakebite - 1991
- Old Shoes New Jeans - 1997
- Candy Dreams - 2001
- Move On - The Latest and the Greatest - 2002 (kompilace)
- Adults Only - 2003
- Naked – From the Heart - 2007
- When She Comes, She Runs All Over Me - 2007